# Belozersk
Belozersk (ryska: Белозе́рск) är en stad i Vologda oblast i Ryssland. Fram till 1777 hette staden Beloozero (ryska: Белоо́зеро). Folkmängden uppgick år 1015 till cirka 9 200 invånare.